# Montes De Alfajarín - Saso De Osera
Montes De Alfajarín - Saso De Osera este o arie protejată (arie specială de conservare — SAC, sit de importanță comunitară — SCI) din Spania întinsă pe o suprafață de 11.693,17 ha, integral pe uscat.

## Localizare
Centrul sitului Montes De Alfajarín - Saso De Osera este situat la coordonatele 41°35′54″N 0°36′13″W / 41.5984°N 0.603725°V.

## Înființare
Situl Montes De Alfajarín - Saso De Osera a fost declarat sit de importanță comunitară în iulie 2000 pentru a proteja 1 specie de plante. Situl a fost protejat și ca arie specială de conservare în februarie 2021.

## Biodiversitate
Situată în ecoregiunea mediteraneană, aria protejată conține 7 habitate naturale: Galerii și tufărișuri riverane sudice (Nerio-Tamaricetea și Securinegion tinctoriae), Păduri endemice cu Juniperus spp., Tufărișuri halofile mediteraneene și termo-atlantice (Sarcocornetea fruticosi), Salicornia și alte specii anuale care populează regiunile mlăștinoase și nisipoase, Tufărișuri halo-nitrofile (Pegano-Salsoletea), Pseudostepă cu ierburi și specii anuale de Thero-Brachypodietea, Vegetație gipsofilă iberică (Gypsophiletalia).
La baza desemnării sitului se află o specie protejată de  plante: Boleum asperum.
Pe lângă speciile protejate, pe teritoriul sitului au mai fost identificate 5 specii de plante, 13 specii de păsări, 3 specii de amfibieni, 1 specie de mamifere, 3 specii de reptile.